# Enrico II di Baviera
Enrico II di Baviera, detto il Litigioso (der Zänker) (951 – Gandersheim, 28 agosto 995), figlio di Enrico I.
Fu lui che fece sottrarre Ottone III, di appena tre anni, da poco consacrato re ad Aquisgrana, all'imperatrice Teofano, vedova di Ottone II.

## Biografia
Egli fu coinvolto nella guerra dei tre Enrichi.
Enrico "il Litigioso" era un parente prossimo di Ottone III, poiché figlio del fratello di Ottone I, Enrico I di Baviera, e quindi cugino di Ottone II; il rapimento del figlio del cugino fu eseguito perché egli voleva la tutela sul re-bambino. I sassoni rapitori lo consegnarono a Guerino/Warin, arcivescovo di Colonia, il quale lo consegnò (insieme alle insegne imperiali), allo zio Enrico "il Litigioso", da poco liberato dalla prigionia in cui lo aveva tenuto Ottone. Enrico II mirava ora a sostituirlo sul trono di Germania.
Ma il mondo franco si indignò per il suo comportamento, lo dichiarò rei publicae hostis come si legge in una lettera scritta da Gerberto di Aurillac (futuro papa Silvestro II) per conto dell'arcivescovo Adalberto di Reims, dove Gerberto era stato destinato dall'imperatrice madre Adelaide.
Tietmaro ci fornisce una cronaca di quegli eventi:
«Enrico, guadagnati a sé tutti i vescovi di Baviera e alcuni conti, accompagnato da essi raggiunse i confini del territorio dei Franchi e si accampò sui prati di Bisistindi per contattare i Grandi del territorio. Si recarono colà Willigis arcivescovo di Magonza col duca Corrado e gli altri Grandi. Enrico tentò in tutti i modi possibili di tirarli dalla sua parte, ma quando si accorse che la loro posizione era unanime e che essi erano disposti a morire pur di restare fedeli al loro re e al giuramento prestatogli, per il timore di dover combattere con loro, fu obbligato a giurare che il 29 giugno si sarebbe recato nel luogo chiamato Rara e avrebbe restituito il bambino alla madre e ai Franchi stessi. Dopodiché ognuno tornò a casa propria, lieti gli uni, tristi gli altri.»
Dopo alcune vicende Tietmaro conclude:
«Le imperatrici, che avevano fino ad allora implorato da Dio di essere consolate, si recarono a Rara e vi confluirono anche tutti i Grandi dell'Impero e del Regno. Enrico mantenne fedelmente la promessa.» Enrico il Litigioso che in id elationis prorupit ut et rex dici et in regem benedici appeteret, prendeva realisticamente atto che il suo tentativo era fallito.
Faticò ancora in seguito per recuperare almeno il Ducato di Baviera, già in suo possesso prima che Ottone II lo imprigionasse per alto tradimento e dovette ancora una volta recarsi a Bisistindi per trattare coi Grandi lotaringi di Aquisgrana. Finirà col vedersi riconosciuto il possesso della Baviera, favorito dal fatto che sua moglie Gisla (o Gilda, a seconda dei traduttori) era figlia di Corrado III re di Borgogna e quindi nipote dell'imperatrice Adelaide.

## Matrimonio e discendenza
Nel 972 Enrico sposò Gisella di Borgogna dalla quale ebbe:
- Enrico (971 - 1024), futuro imperatore del Sacro Romano Impero con il nome di Enrico II;
- Bruno († 1029), futuro arcivescovo di Augusta;
- Gisella (c.a. 980 - 1055), andata sposa a Stefano I, re d'Ungheria, canonizzato da papa Gregorio VII nel 1083 come "santo Stefano d'Ungheria", e lei stessa fu dichiarata "beata" nel 1975.
- Brigida, suora presso il monastero di San Paolo di Regensburg, badessa di Andlau[4].

Ebbe anche un figlio naturale:
- Arnolfo, arcivescovo di Ravenna dal 1013 al 1019[5][6][7].

## Ascendenza
|                       |                      |                         | Genitori                |  |  | Nonni |  |  | Bisnonni             |  |  | Trisnonni            |  |
|                       |                      |                         |                         |  |  |       |  |  | Ottone I di Sassonia |  |  | Liudolfo di Sassonia |  |
|                       |                      |                         |                         |  |  |       |  |  | Ottone I di Sassonia |  |  | Liudolfo di Sassonia |  |
|                       |                      | Oda di Billung          |                         |  |  |       |  |  | Ottone I di Sassonia |  |  |                      |  |
| Enrico I di Sassonia  |                      |                         |                         |  |  |       |  |  | Ottone I di Sassonia |  |  |                      |  |
|                       |                      | Edvige di Babenberg     | Enrico di Franconia     |  |  |       |  |  |                      |  |  |                      |  |
|                       |                      | Edvige di Babenberg     | Enrico di Franconia     |  |  |       |  |  |                      |  |  |                      |  |
|                       |                      | Edvige di Babenberg     | Ingeltrude              |  |  |       |  |  |                      |  |  |                      |  |
| Enrico I di Baviera   |                      | Edvige di Babenberg     |                         |  |  |       |  |  |                      |  |  |                      |  |
|                       |                      | Teodorico di Ringelheim | Reginaldo di Ringelheim |  |  |       |  |  |                      |  |  |                      |  |
|                       |                      | Teodorico di Ringelheim | Reginaldo di Ringelheim |  |  |       |  |  |                      |  |  |                      |  |
|                       |                      | Teodorico di Ringelheim | Matilde                 |  |  |       |  |  |                      |  |  |                      |  |
| Matilde di Ringelheim |                      | Teodorico di Ringelheim |                         |  |  |       |  |  |                      |  |  |                      |  |
|                       |                      | Rinilde di Frisia       | …                       |  |  |       |  |  |                      |  |  |                      |  |
|                       |                      | Rinilde di Frisia       | …                       |  |  |       |  |  |                      |  |  |                      |  |
|                       |                      | Rinilde di Frisia       | …                       |  |  |       |  |  |                      |  |  |                      |  |
| Enrico II di Baviera  |                      | Rinilde di Frisia       |                         |  |  |       |  |  |                      |  |  |                      |  |
|                       | Liutpoldo di Baviera | …                       |                         |  |  |       |  |  |                      |  |  |                      |  |
|                       | Liutpoldo di Baviera | …                       |                         |  |  |       |  |  |                      |  |  |                      |  |
|                       | Liutpoldo di Baviera | …                       |                         |  |  |       |  |  |                      |  |  |                      |  |
| Edoardo il Vecchio    | Liutpoldo di Baviera |                         |                         |  |  |       |  |  |                      |  |  |                      |  |
|                       |                      | Cunegonda di Svevia     | Bertoldo I di Svevia    |  |  |       |  |  |                      |  |  |                      |  |
|                       |                      | Cunegonda di Svevia     | Bertoldo I di Svevia    |  |  |       |  |  |                      |  |  |                      |  |
|                       |                      | Cunegonda di Svevia     | Gisela dei Franchi      |  |  |       |  |  |                      |  |  |                      |  |
| Giuditta di Baviera   |                      | Cunegonda di Svevia     |                         |  |  |       |  |  |                      |  |  |                      |  |
|                       |                      | Eberardo di Sülichgau   | …                       |  |  |       |  |  |                      |  |  |                      |  |
|                       |                      | Eberardo di Sülichgau   | …                       |  |  |       |  |  |                      |  |  |                      |  |
|                       |                      | Eberardo di Sülichgau   | …                       |  |  |       |  |  |                      |  |  |                      |  |
| Elfleda               |                      | Eberardo di Sülichgau   |                         |  |  |       |  |  |                      |  |  |                      |  |
|                       |                      | Gisela di Verona        | …                       |  |  |       |  |  |                      |  |  |                      |  |
|                       |                      | Gisela di Verona        | …                       |  |  |       |  |  |                      |  |  |                      |  |
|                       |                      | Gisela di Verona        | …                       |  |  |       |  |  |                      |  |  |                      |  |
|                       |                      | Gisela di Verona        |                         |  |  |       |  |  |                      |  |  |                      |  |